# ジューシィ・フルーツ
ジューシィ・フルーツ（Juicy Fruits、1980年 - 1984年、2009年、2013年 - ）は、日本のロックバンド。近田春夫のバックバンドだった「BEEF」を前身とする。
バンド名は、映画『ファントム・オブ・パラダイス』に登場するロックバンドからの引用である。

## 概要
前身は近田春夫が1979年に結成したバックバンド「BEEF」で、近田を含めて7人編成であったが、近田がレコード会社を移籍することになり、当時の「半年間は移籍先でのレコードリリースができない」という事情から、イリアこと奥野敦子（ヴォーカル、ギター）、柴矢俊彦（ギター）、沖山優司（ベース）、高木利夫（ドラム）の4人で再編されたのが「ジューシィ・フルーツ」である。イリアは「近田さんとやっていると、どうしてもバックバンド的にしか見てもらえない。自分たちのレコードを出したかったんです」と話している。
1980年にデビュー。デビュー曲で代表曲でもある『ジェニーはご機嫌ななめ』は、テクノ風アレンジと、ボーカルの奥野敦子のファルセットボイスで注目され、37万枚を売り上げる同年のヒット曲となった。プロデュースを手がけた近田によれば、プラスチックスのような楽曲を歌謡曲に置き換えたら目新しくて受けるのではという発想があったそうである。
当初は近田春夫事務所に所属していた。その後、近田春夫事務所だけでは対応できなくなり、デスクがアミューズ内にあったことから、アミューズが手伝うようにもなり、その後正式にアミューズに所属している。
その後「なみだ涙のカフェテラス／恋はベンチシート」（1980年、オリコン13位）、「これがそうなのね仔猫ちゃん」（1981年、オリコン29位）などシングルを主体に活動したが、近田プロデュースによる初期のアルバム『Drink!』（1980年、オリコン4位）、『JUICY á la MODE』（1980年、オリコン7位）、『パジャマ・デート』（1981年、オリコン15位）も大きく成功を収めた。
その曲調から当時流行したテクノ歌謡として紹介されることも多いが、ジューシィ・フルーツ自体の音楽性としてはギター・ロックバンドであり、元々はテクノ・ポップ系のアーティストではなかった。
テクノが勢いを失った1983年以降は、桑田佳祐作詞・作曲による「そんなヒロシに騙されて」（1983年）、「萎えて女も意志をもて」（1984年）といった楽曲があるが、1984年1月15日のライブを最後に解散した。
2009年、音楽活動を再開。イリア（ボーカル・リードギター）、トシ（ドラムス・コーラス）を中心にライブ活動を再開する。当初のメンバーは流動的だったが、やがてジェフ（ベース・コーラス）、アキシロ（ギター・コーラス）に固定。ジューシィ・フルーツのメンバーが半分いることから、トシの提案によりバンド名を「ジューシィ・ハーフ」とする。ジューシィ・フルーツの楽曲をセルフカバーしていた。2013年にバンド名を「ジューシィ・フルーツ」に変更し、事実上の再結成となった。

## メンバー

### 現行メンバー
イリア（奥野敦子）
ボーカル・リードギター。オリジナルメンバー。
愛称「イリア」は、0011ナポレオン・ソロの登場人物「イリヤ・クリアキン」が好きだったことが由来。
ギターはグレコ・ブギーBG800にマニキュアを塗ったものを愛用していた。
トシ（高木利夫）
ドラムス・コーラス。オリジナルメンバー。
沖山優司とともに「東京スタイルズ」からBEEFに参加、ジューシィ・フルーツのドラマーとなる。
ジェフ
ベース・コーラス。元ザ・シャムロック（ボーカル・ベース）、現THE ORANGES（ボーカル・ギター）、THE COLLECTORS（ベース）。
アキシロ
ギター・コーラス。Motel's Sofa（ボーカル・ギター）、元The Dismate（ボーカル・ギター）、元The Fave Raves（ギター・コーラス）
TAKA（高梨ケンヤ）
ベース、ギター・コーラス。元The Budoukan（ボーカル・ベース）、その後いくつかのバンド活動の傍ら、ジューシィ・フルーツwith Tとしてサブメンバー参加を経て、2017年11月正式メンバーとなる。英語が堪能。

### 過去のメンバー
柴矢俊彦
ギター・コーラス。オリジナルメンバー。岩崎宏美のバックバンドにも在籍していた。
柴矢裕美の『おさかな天国』や、南野陽子の『吐息でネット』『へんなの!!』を始めとするヒットソングの作曲家としても知られる。
沖山優司
ベース・コーラス。オリジナルメンバー。アマチュアバンド「東京スタイルズ」からBEEFに参加、その後ジューシィ・フルーツのベーシストとなった。
解散後はスタジオミュージシャン、ツアーミュージシャン、作曲家として活躍。
藪本雅子
8枚目のシングル『哀シャローム』（アルバム『27分の恋』収録）にキーボードで参加。
後に日本テレビのアナウンサーとなる。

### プロデューサー
近田春夫
デビューから3枚目のアルバムまでのプロデュースを手がけた。
戸田誠司
4枚目のアルバム『27分の恋』のみサウンドプロデュースを担当。なおこの時点ではSHI-SHONENのデビュー前で、戸田はSHI-SHONENやリアル・フィッシュでアルバムデビューする前に、プロデューサーとしてデビューしたことになる。

## ディスコグラフィー

### シングル
1. ジェニーはご機嫌ななめ　（1980.06.01）（作詞：沖山優司　作曲：近田春夫）
（c/w） お出かけコンセプト
後年、越智静香やハイポジ、ロビン、Perfume、矢口真里、桜（もも）mint's、カジヒデキ、GO!GO!7188、稲森寿世、やくしまるえつこなどによってカバーされた。
2. なみだ涙のカフェテラス　（1980.10.01）（作詞：近田春夫　作曲：柴矢俊彦）
（c/w）　恋はベンチシート
両A面シングルとして発売
3. 十中八九N・G　（1981.02.01）（作詞：沖山優司　作曲：近田春夫）
吉田秋生の漫画『悪魔と姫ぎみ』のアニメ版に、この曲の英詞バージョンが使用された。
（c/w）　抱きしめられて気づいたの
4. これがそうなのね仔猫ちゃん　（1981.05.01）（作詞・作曲：近田春夫）サッポロビール「グイミー」のCMソング
（c/w）　メルヘン月夜にキス３つ
5. 二人の東京　（1981.08.01）（作詞：近田春夫　作曲：鈴木邦彦）
（c/w）　どうにも片想い
6. 恋愛スランプ　（1981.11）（作詞：三浦徳子　作曲：柴矢俊彦）
（c/w）　ラスト・ダンスは誰かとね
7. ママがサンタにキッスした　（1981.12）（作詞・作曲：Tommy Connor）ジミー・ボイドやジャクソン5をはじめ、数多くのアーティストに歌われたクリスマスソングのカバー
（c/w）　おきまりのコース Make Love Again
8. 哀シャローム　（1982.05）（作詞：三浦徳子　作曲：筒美京平）名義は「ジューシィ・フルーツ＋1」、藪本雅子が参加
（c/w）　アップルキッス
9. 夢見るシェルター人形　（1982.07）（作詞：セルジュ・ゲンスブール・ちあき哲也　作曲：セルジュ・ゲンスブール）
フランス・ギャルのヒット曲『夢見るシャンソン人形』のカバー。筒井康隆原作映画『ウィークエンド・シャッフル』のエンディング・テーマ
（c/w）　I.C.B.M.
10. チャイナ・レストラン（1983.05)　（作詞：竜真知子　作曲：大村憲司）
（c/w）　君はパワフル
11. そんなヒロシに騙されて（1983.08.21）（作詞・作曲：桑田佳祐）高田みづえ、サザンオールスターズとの競作
（c/w）　メビウス・ラヴ
宮城県の「ラジオはAM翔んでけ電波」のB面ベスト10で10週連続1位の金字塔を成し遂げる。
12. Boys be アンビシャス（1983.12）（作詞：奥野敦子　作曲：筒美京平）テレビ朝日系バラエティ『ぶったま!ピープー』エンディングテーマ
（c/w）　CHANGIN’ MY HEART
13. 萎えて女も意志をもて　（1984.04.01）（作詞・作曲：桑田佳祐）日本テレビ系ドラマ『女ざかり』（月曜スター劇場）主題歌
（c/w）　海
14. 恋は何んでも知っている　（1984.11.21）（作詞：秋元康　作曲：柴矢俊彦）
（c/w）　想い出に Say Good-bye

### オリジナルメンバー時代

#### スタジオ・アルバム
1. Drink!（1980年7月25日）
あやふやアバンチュール/お出かけコンセプト/Good-bye専科/恋はベンチシート/ビート・タイム/恋愛タクティクス/おとめのカウントダウン/雨のヒロイン/燃ゆる瞳/ジェニーはご機嫌ななめ/リズム決まれば/そわそわストリート
2. JUICY á la MODE（1980年12月10日）
メロドラマごっこ/母がいろいろとうるさいの/睡眠不足は美容の敵/ベンチシート・その後/夢ゆめ御用心/イリアの恋愛講座/新・大丈夫/目覚めたら11:00A.M./なみだ涙のカフェテラス/ブーツ・ジョーク・コート/P.S. you love me
3. パジャマ・デート（1981年6月25日）
パジャマ・デート/ふりむかないで/ミニスカート気分/星がきれいな夜ですね/渚のベンチシート/あの時君は小麦色/やっぱりアロハ/メルヘン月夜にキス3つ/レモン好きな少女/なぞなぞドリーミン/これがそうなのね仔猫ちゃん/雨あがり秘密ふたつの並木路
4. 27分の恋（1982年7月21日）
禁星遊園地/夢見るシェルター人形(夢見るシャンソン人形)/I.C.B.M./16月の渚/砂の星座/いけない･いけないRaindrops/哀シャローム/平気な気持/ガラスの夏/愛しのマンディー/TOKIO通信
5. 天然カフェイン（1983年6月21日）
夏風邪アフタヌーン/君はパワフル/Changin' My Heart/チャイナ・レストラン/カフェ・グレコの午後/誘ってジャマイカ/海岸通りストーリー/不思議なよい子/裸の夏/メビウス・ラヴ
6. Come on Swing（1984年5月1日）
Come on Swing/誘・迷・愛(You May Love)/萎えて女も意志をもて/セカンド・グッバイ/気まぐれSTILL/SUMMER SEDUCTION/オ・シ・エ・テ・ア・ゲ・ル/恋するプレイ・キャット A TO E(OL編)/秘書地の出来事/海

#### ベスト・アルバム
1. MOBIUS GAME（1983年10月）ベスト･アルバム

### 再結成後
1. BITTERSWEET（2018年2月14日）
ラニーニャ 情熱のエルニーニョ/ラグジュアリーなおじさん/Cheeseな気持ち/DOT/Peanuts/ハイブリッドその後/ スキ！de イイ！/Twin Outlaws/青いワンピース/IN JAPAN !